# Johanna Vancura
Johanna Vancura (verheiratete Wendler; * 20. Juli 1915 in Wien; † 26. September 1998 ebenda) war eine österreichische Sprinterin.
Bei den Olympischen Spielen 1936 in Berlin erreichte sie über 100 Meter das Halbfinale und schied in der 4-mal-100-Meter-Staffel im Vorlauf aus.
Dreimal wurde sie Österreichische Meisterin über 100 Meter (1936–1938) und viermal über 200 Meter (1934, 1936–1938).

## Persönliche Bestzeiten
- 100 m: 12,1 s, 11. Juli 1936, Wien (ehemaliger österreichischer Rekord)
- 200 m: 25,8 s, 13. Juli 1936, Wien (ehemaliger österreichischer Rekord)